# Benedikt Stilling
Benedikt Stilling (født 22. februar 1810 i Kirchhain, Kurfyrstendømmet Hessen, død 28. januar 1879 i Kassel, Hessen-Nassau) var en tysk anatom, og far til oftalmologen Jakob Stilling.
Stilling blev 1832 doktor i medicin i Marburg og bosatte sig senere i Kassel, hvor den akademiske bane var afskåret, fordi han var jøde. Som kirurg var han meget fremstående, og i en årrække var han i Tyskland den eneste, der udførte ovariotomi; hans første operation af denne slags var i 1837. År 1840 offentliggjorde Stilling sit berømte værk Physiologisch-pathologische und medizinisch-praktische Untersuchungen über die Spinalirritation, hvor der for første gang tales om "vasomotoriske" nerver.
Mest betydende er dog de indlæg, som Stilling gjorde i forbindelse med centralnervesystemets anatomi, et studieområde, som han i næsten 40 år med storartet fremgang tilegnede sine bedste kræfter. De vigtigste af Stillings arbejder på dette område er Über die Textur des Rückenmarkes (med B.F. Wallach, 1842); Die medulla oblongata (1843); Über den Bau und die Verrichtungen des Gehirns (1840); Neue untersuchungen über den Bau des Rückenmarkes (1857-59) og Über den Bau des kleinen Gehirns (1864-78).